# 楊祥
楊祥，永平人，明朝政治人物，同進士出身。

## 生平
成化二年（1466年）丙戌科進士。成化五年（1469年），接替李忠，擔任南直隶常州府宜興縣知縣，后由何鑑接任。